# Huntley (Illinois)
Huntley – wieś w Stanach Zjednoczonych, w stanie Illinois, w hrabstwie McHenry.